# En sann historia från Fläsian eller Gubben X, kikaren och albusken
En sann historia från Fläsian eller Gubben X, kikaren och albusken är en svensk dramafilm från 1911 med bland andra Wilgot Ohlsson och Karl "Kalle Nämdeman" Gustafsson i rollerna.
Inspelningen ägde rum 1911 vid halvön Fläsian i trakten av Sundsvall. Filmen hade premiär den 5 oktober 1911 i Östersund, men totalförbjöds den 29 december samma år av den svenska censuren med motiveringen "Strider mot goda seder. Olämpligt att till motiv begagna en händelse som enligt ryktet skall ha tilldragit sig i Sundsvallstraken, men vars sanning aldrig blivit utredd."
Filmen handlar om några unga män som påkommer en man med att genom en kikare titta på kvinnor som badar. Då de just ska konfrontera tjuvtittaren upptäcker de att han är en bekant. Filmen sägs bygga på en sann historia.